# Hermit's Rest

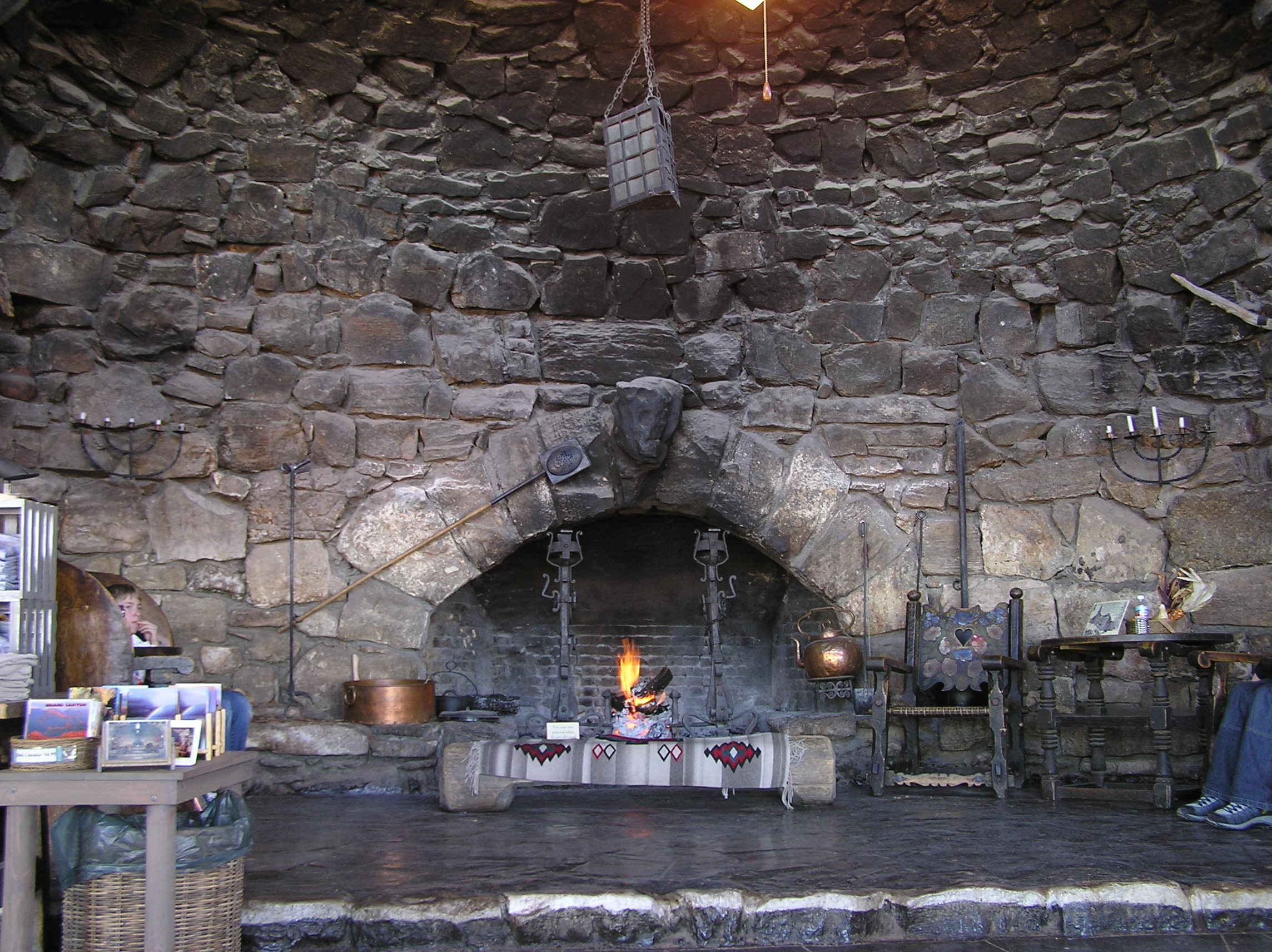
Den öppna spisen i Hermit's Rest

Hermit's Rest är en byggnad vid South Rim vid kanten av Grand Canyon, väster om i Grand Canyon Village i Arizona i USA. Den ligger vid den västra utgångspunkten för Rim Trail som sträcker sig utmed kanjons kant. Hermit Trail, en vandringsled som går ända ned till Coloradofloden, börjar omkring 400 meter väster om Hermit's Rest. 
Byggnaden uppfördes 1914 för Fred Harvey Company som en raststuga. Den är en av de byggnader vid Grand Canyon som ritades av Mary Colter, tillsammans med bland andra  Bright Angel Lodge, Lookout Studio, Hopi House, Phantom Ranch och Desert View Watchtower. Hermit's Rest är ritad i hennes rustika stil med användning av kalksten från platsen för att efterlikna lokal puebloindianarkitektur och få byggnaderna att smälta in i omgivningen.
Hermit's Rest har sitt namn efter den Kanadafödde prospekteraren Louis Boucher, som omkring 1891 skaffade sig mineralrättigheter i området nedanför Hermit's Rest. Han och hans medhjälpare högg ut en led ner i kanjon. Han bodde i flera år  ensam vid närliggande Dripping Springs och livnärde sig på en mindre kopparmalmsfyndighet och på turism. Han lämnade Grand Canyon 1912.